# Aubergtunnel
Der Aubergtunnel ist ein im Jahr 2020 fertiggestellter Straßentunnel der B304 zur Ortsumfahrung von Altenmarkt an der Alz. Er entlastet insbesondere den unübersichtlichen und engen Verkehrsknotenpunkt „Schneeweißeck“ mit der B299.

## Problemsituation
Die Einmündung der B304 mit der B299 liegt mitten im eng bebauten Ortskern von Altenmarkt. Sie ist verwinkelt und schwer einsehbar und bildet einen Unfallschwerpunkt. Mit täglich über 15.000 Fahrzeugen ist die Verkehrsbelastung der Ortsdurchfahrt von Altenmarkt relativ hoch. Eine Lösung der Verkehrsproblematik durch Baumaßnahmen am Schneeweißeck scheidet aufgrund der Gegebenheiten vor Ort aus. Die Tunnellösung beseitigt das Problem und ermöglicht eine teilweise Ortsumfahrung der Gemeinde Altenmarkt. Die vollständige Ortsumgehung ist im Bedarfsplan für die Bundesstraßen als weitere Maßnahme vorgesehen.

## Geschichte
Die Bundesstraße B299 ist eine wichtige Nord-Süd Verkehrsachse, sie verbindet in ihrem südlichen Teil die Autobahn A94 bei Altötting mit Altenmarkt. Danach geht sie über in den nach Süden führenden Teil der B304, die zur A8 bei Traunstein verläuft. Wegen zahlreicher Industrie- und Gewerbebetriebe in der Region verfügt sie über ein hohes LKW-Aufkommen. Die B299 verläuft im Tal der Alz mitten durch die Nachbarstadt Trostberg und den Norden der Gemeinde Altenmarkt. In etwa auf halbem Weg zwischen den beiden Autobahnanbindungen zweigt in Altenmarkt die B304 nach Westen ab und verbindet die Region mit München. Schon lange bestehen Überlegungen zur Ortsumfahrung und Entlastung des bestehenden Straßennetzes. Mit der Fertigstellung des Aubergtunnels wird ein Hauptengpass beseitigt. Beim Anschluss an das bestehende Straßennetz werden Möglichkeiten für zukünftige Ausbaupläne berücksichtigt.

## Konzeption
Die Gesamtlänge der zweispurigen Straßenbaumaßnahme beträgt 1,5 km. Im Westen von Altenmarkt entsteht eine kreuzungsfreie Abzweigung von der heutigen B304 zum neuen Tunnel. Das verbleibende Teilstück der alten Bundesstraße wird dem lokalen Verkehr als Ortszufahrt dienen. Im Norden von Altenmarkt wird der Tunnel über einen Kreisverkehr an das bestehende Straßensystem angeschlossen. Direkt neben dem Nordportal werden ein Betriebsgebäude und Parkflächen für Rettungseinsätze gebaut. Der Tunnel ist auf eine Gesamtfahrbahnbreite von 7,50 m (2 × 3,25 m) und Höhe von 4,50 m ausgelegt. Hinzu kommen zwei Seitenstreifen von je 0,25 m, ein Mittelstreifen von 0,5 m und zwei Notgehwege von je 1,0 m.

## Bauphase
Der symbolische erste Spatenstich erfolgte am 24. April 2017. Der Tunneldurchschlag konnte am 15. Oktober 2018 gefeiert werden. Der Tunnelvortrieb erfolgt von Norden nach Südwesten. Beim Nordportal befindet sich die Baustelleneinrichtung. Die bergmännischen Arbeiten erfolgen konventionell in Teilquerschnitten. Das Lösen des Ausbruchs wird größtenteils im Baggervortrieb durchgeführt, Sprengen ist nur partiell vorgesehen. Unmittelbar nach Ausbruch des Hohlraums wird eine temporäre Sicherung vorgenommen, danach erfolgt die Schalenabdichtung. Bereits seit dem 2. November 2020 ist der Tunnel für den Verkehr freigegeben. Die offizielle Eröffnung fand am 19. August 2021 statt.